# Johan Kjølstad
Johan Kjølstad, né le 9 mars 1983 à Levanger, est un skieur de fond norvégien spécialiste des épreuves de sprint. 

## Biographie
Il fait son apparition en Coupe du monde en mars 2002. En 2003, il est champion du monde junior du sprint. En décembre 2004, il obtient son premier podium en Coupe du monde à Berne, puis s'impose le mois suivant à Nové Město en sprint libre.
Il est sélectionné pour les Jeux olympiques d'hiver de 2006, où il est demi-finaliste du sprint (7e).
En décembre 2007, il gagne le sprint classique de Kuusamo.
En 2009, il a remporté deux médailles aux Championnats du monde, l'or en sprint par équipes avec Ola Vigen Hattestad et l'argent en sprint libre devancé également par Hattestad. 
Il se convertit en skieur longue distance en 2012 et obtient divers podiums sur des courses du calendrier mondial.
Il se retire du ski de fond en 2017.

## Palmarès

### Jeux olympiques
| Épreuve / Édition | Turin 2006 | Vancouver 2010 |
| Sprint            | 7e         | 9e             |

### Championnats du monde
| Épreuve / Édition  | Liberec 2009 |
| Sprint libre       | Argent       |
| Sprint par équipes | Or           |

### Coupe du monde
- Meilleur classement général : 15e en 2006.
- 5e en sprint en 2006.
- 10  podiums dont :
  - 6 podiums en épreuve individuelle dont 2 victoires.
  - 4 podiums par équipes dont 2 victoires : à Düsseldorf en 2005 et à Liberec en 2011.
- 1 victoire d'étape lors des Finales 2009.

#### Championnats du monde junior
- Solleftea, 2003 : Médaille d'or du sprint style libre.